# Saint-Brice (Charente)
Pour les articles homonymes, voir Saint-Brice.
Saint-Brice est une commune du Sud-Ouest de la France, située dans le département de la Charente (région Nouvelle-Aquitaine).
Ses habitants sont les Saint-Briçois et les Saint-Briçoises.

## Géographie

### Localisation et accès
Saint-Brice est une commune du Cognaçais situé à 4 km à l'est de Cognac et 34 km à l'ouest d'Angoulême. Située à l'extrémité orientale du canton de Cognac-Nord, la commune est située au bord de la Charente.
Bien que la commune franchisse légèrement le fleuve au sud, le bourg de Saint-Brice est situé sur sa rive droite. Il est aussi à 8 km à l'ouest de Jarnac et 19 km au sud-ouest de Rouillac.
La route principale de la commune est la D 15, qui va de Cognac à Rouillac. Elle franchit la Charente et passe à 0,5 km à l'ouest du bourg. Elle rattrape au sud la N 141 entre Angoulême et Cognac, maillon occidental de la route Centre-Europe Atlantique, qui passe sur la rive gauche de la Charente et contourne Cognac par le sud. La D 157 traverse le bourg et va vers l'est en direction de Jarnac par la rive droite.
La gare la plus proche est celle de Cognac, desservie par des TER à destination d'Angoulême, Saintes et Royan avec correspondance à Angoulême pour Paris, Bordeaux, Poitiers et Limoges, et à Saintes pour La Rochelle et Niort.

### Hameaux et lieux-dits
Un des centres de population importants est le village des Mullons, sur la rive gauche de la Charente (ce village s'appelait autrefois Dorville). On trouve également la Maurie, près de la Charente ; la Roche, près de la Soloire ; Chez Guiard, la Trache ; Uffaut et les Vollauds, sur la rive gauche de la Charente ; la Soloire, etc..

### Communes limitrophes
|                       | Nercillac        | Julienne       |
| Boutiers-Saint-Trojan | Saint-Brice      |                |
| Châteaubernard        | Gensac-la-Pallue | Bourg-Charente |

### Géologie et relief
La commune occupe le calcaire en limite du Jurassique au nord et du Crétacé au sud.
Le Jurassique supérieur occupe une partie nord du territoire (l'Empire, la Maisonnette, l'abbaye de Châtre). Il s'agit du Purbeckien, marne riche en argile et en gypse de la fin du Jurassique mordant sur la période du Crétacé inférieur, et composant la dépression du Pays Bas, ancienne lagune.
Le Crétacé supérieur occupe le plateau de la moitié sud du territoire communal. Il se compose du Cénomanien inférieur, composé de grès et sable pour une bande méridionale, et marne lignitifère pour la partie plus au nord-est. Le Cénomanien moyen occupe la grande partie restante et surplombe la vallée de la Charente.
Les vallées (Charente et Soloire) sont occupées par des alluvions récentes du Quaternaire (parties inondables). On trouve aussi une terrasse d'alluvions plus anciennes au sud-est (Port Lachaud),,.
La Charente coule dans une vallée encaissée entre de hautes falaises, dont les flancs sont tapissés de chênes verts. Au nord du plateau gréseux de Garde-Épée, le terrain s'abaisse vers la plaine du Pays Bas.
Le point culminant de la commune est à une altitude de 57 m, situé au Rocher de la Vache à l'est de Garde-Épée. Le point le plus bas est à 5 m, au confluent de la Soloire et de la Charente. Le bourg est à environ 25 m d'altitude.

### Hydrographie

#### Réseau hydrographique

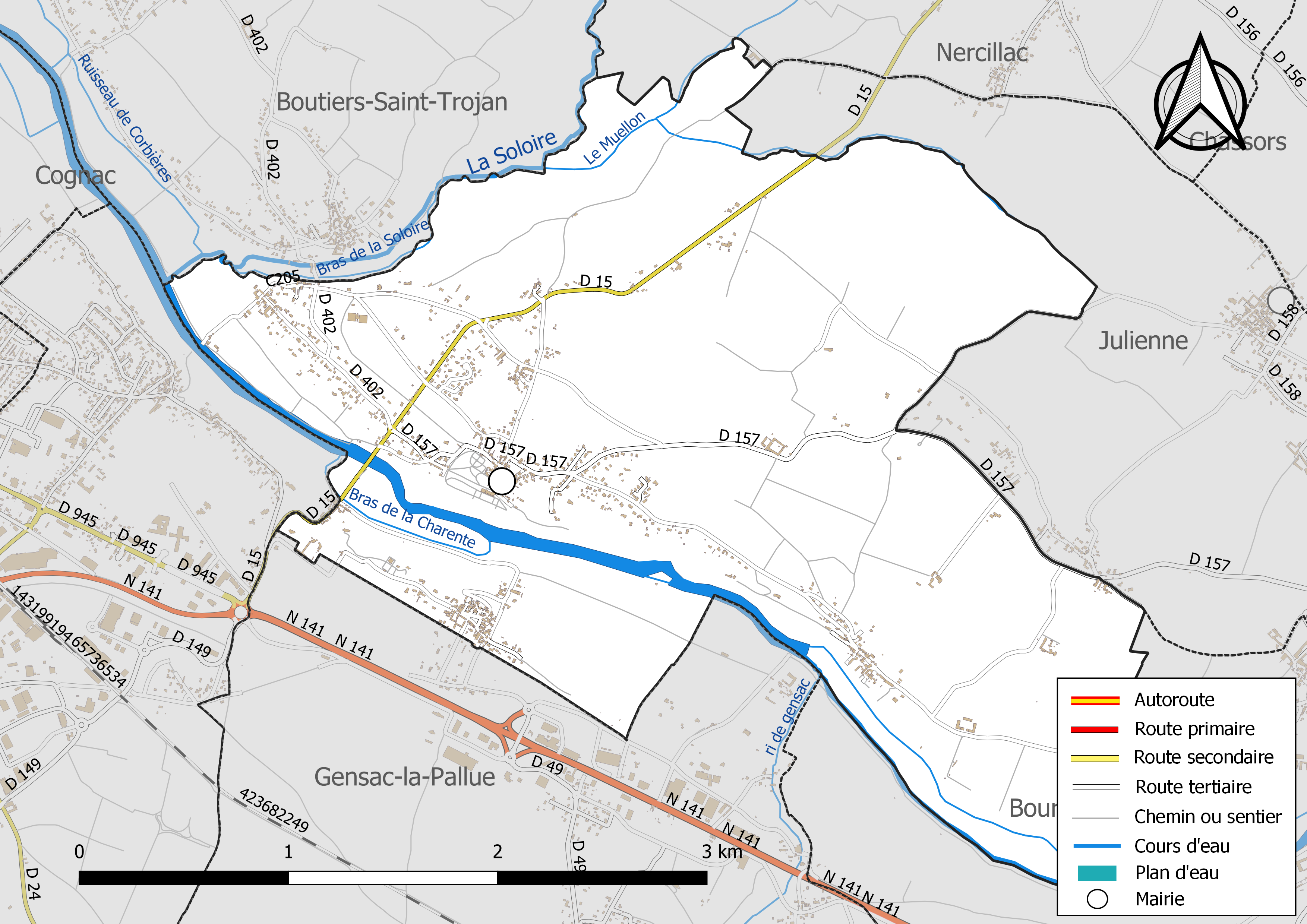
Réseaux hydrographique et routier de Saint-Brice.

La commune est située dans le bassin versant de la Charente au sein du Bassin Adour-Garonne. Elle est drainée par la Charente, la Soloire, le Muellon et par un petit cours d'eau, qui constituent un réseau hydrographique de 9 km de longueur totale,.
La commune s'étend sur les deux rives de la Charente, et est séparée par la Soloire, un affluent de la Charente sur sa rive droite, de la commune voisine de Boutiers-Saint-Trojan. Le Muellon, petit affluent de la Soloire, limite la commune au nord.

#### Gestion des eaux
Le territoire communal est couvert par le schéma d'aménagement et de gestion des eaux (SAGE) « Charente ». Ce document de planification, dont le territoire correspond au bassin de la Charente, d'une superficie de 9 300 km2, a été approuvé le 19 novembre 2019. La structure porteuse de l'élaboration et de la mise en œuvre est l'établissement public territorial de bassin Charente. Il définit sur son territoire les objectifs généraux d’utilisation, de mise en valeur et de protection quantitative et qualitative des ressources en eau superficielle et souterraine, en respect des objectifs de qualité définis dans le troisième SDAGE  du Bassin Adour-Garonne qui couvre la période 2022-2027, approuvé le 10 mars 2022.

### Climat
Comme dans les trois quarts sud et ouest du département, le climat est océanique aquitain.

## Urbanisme

### Typologie
Au 1er janvier 2024, Saint-Brice est catégorisée commune rurale à habitat dispersé, selon la nouvelle grille communale de densité à 7 niveaux définie par l'Insee en 2022.
Elle appartient à l'unité urbaine de Cognac, une agglomération intra-départementale dont elle est une commune de la banlieue,. Par ailleurs la commune fait partie de l'aire d'attraction de Cognac, dont elle est une commune de la couronne,. Cette aire, qui regroupe 44 communes, est catégorisée dans les aires de 50 000 à moins de 200 000 habitants,.

### Occupation des sols
L'occupation des sols de la commune, telle qu'elle ressort de la base de données européenne d’occupation biophysique des sols Corine Land Cover (CLC), est marquée par l'importance des territoires agricoles (56,1 % en 2018), une proportion sensiblement équivalente à celle de 1990 (56,5 %). La répartition détaillée en 2018 est la suivante : 
forêts (29 %), cultures permanentes (24,2 %), zones agricoles hétérogènes (19,3 %), prairies (12,6 %), espaces verts artificialisés, non agricoles (8 %), zones urbanisées (6,9 %). L'évolution de l’occupation des sols de la commune et de ses infrastructures peut être observée sur les différentes représentations cartographiques du territoire : la carte de Cassini (XVIIIe siècle), la carte d'état-major (1820-1866) et les cartes ou photos aériennes de l'IGN pour la période actuelle (1950 à aujourd'hui).

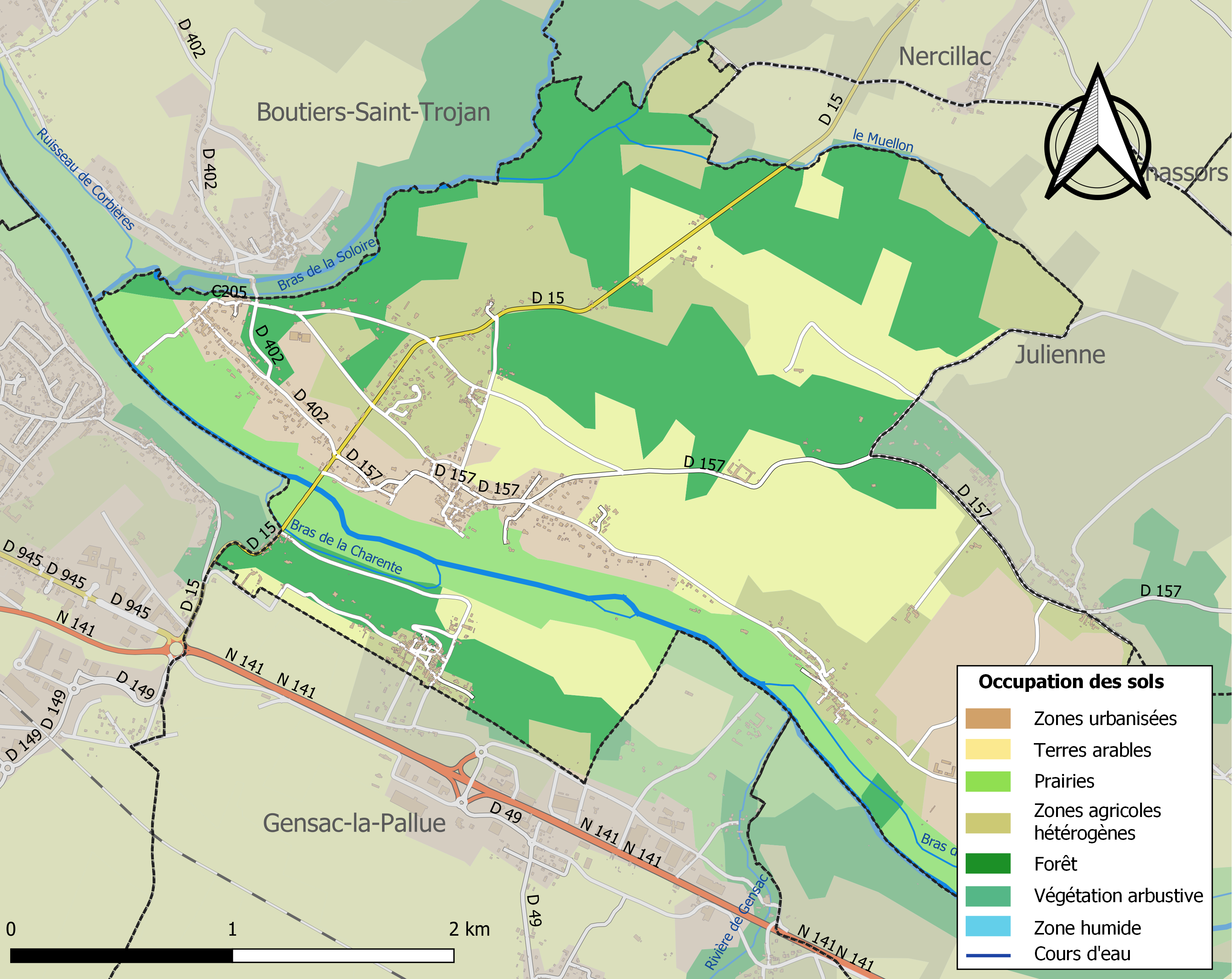
Carte des infrastructures et de l'occupation des sols de la commune en 2018 (CLC).

### Risques majeurs
Le territoire de la commune de Saint-Brice est vulnérable à différents aléas naturels : météorologiques (tempête, orage, neige, grand froid, canicule ou sécheresse), inondations et séisme (sismicité modérée). Un site publié par le BRGM permet d'évaluer simplement et rapidement les risques d'un bien localisé soit par son adresse soit par le numéro de sa parcelle.
La commune fait partie du territoire à risques importants d'inondation (TRI) Saintes-Cognac-Angoulême, regroupant 46 communes concernées par un risque de débordement du fleuve Charente (34 en Charente et 12 en Charente-Maritime), un des 18 TRI qui ont été arrêtés fin 2012 sur le bassin Adour-Garonne. Les événements antérieurs à 2014 les plus significatifs sont les crues de l'hiver 1779, de 1842, de 1859, du 9 décembre 1882 du 19 février 1904, du 10 janvier 1961, de mars-avril 1962, du 24 décembre 1982 et du 8 janvier 1994. Des cartes des surfaces inondables ont été établies pour trois scénarios : fréquent (crue de temps de retour de 10 ans à 30 ans), moyen (temps de retour de 100 ans à 300 ans) et extrême (temps de retour de l'ordre de 1 000 ans, qui met en défaut tout système de protection). La commune a été reconnue en état de catastrophe naturelle au titre des dommages causés par les inondations et coulées de boue survenues en 1982, 1987, 1993, 1999 et 2021,.

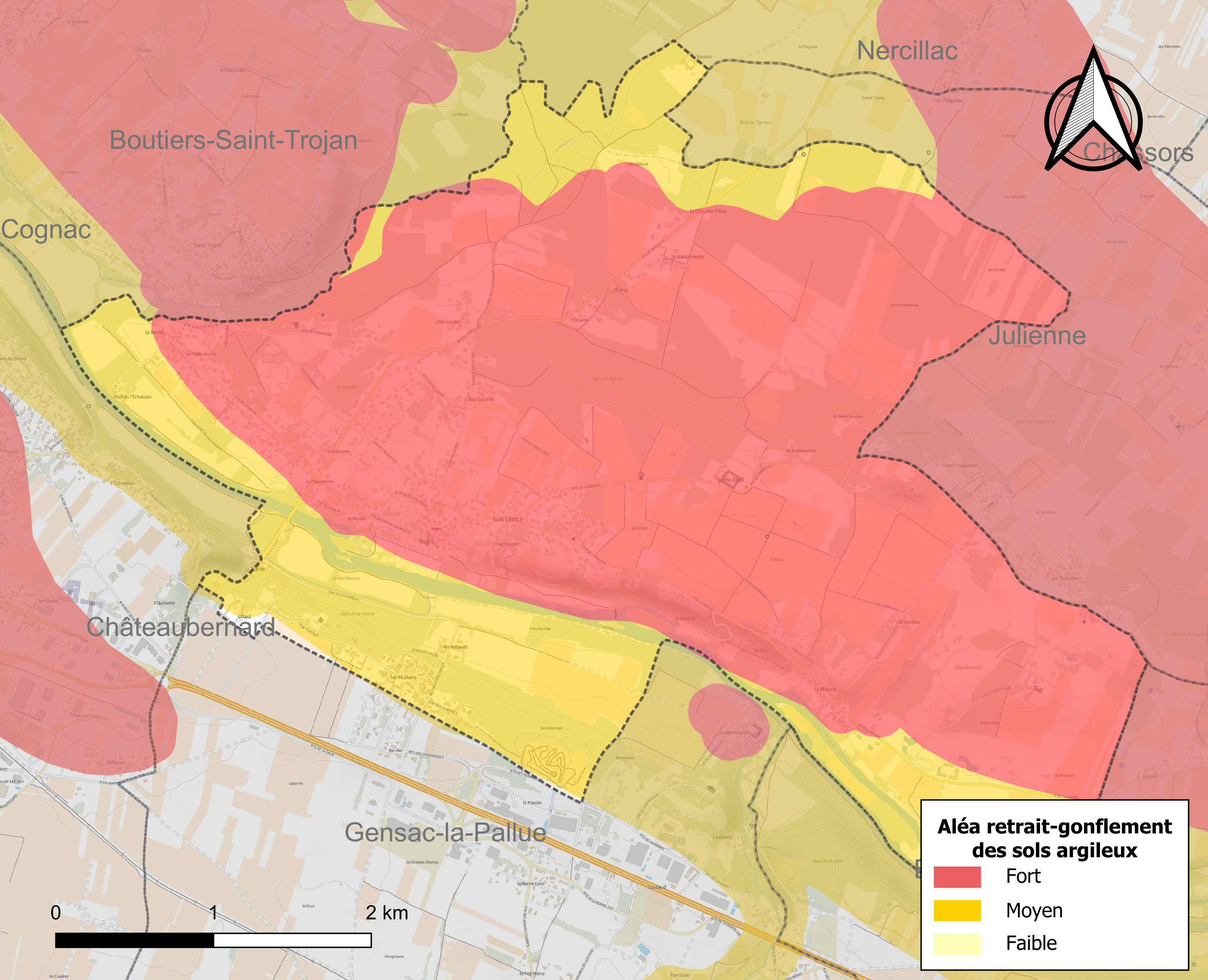
Carte des zones d'aléa retrait-gonflement des sols argileux de Saint-Brice.

Le retrait-gonflement des sols argileux est susceptible d'engendrer des dommages importants aux bâtiments en cas d’alternance de périodes de sécheresse et de pluie. 99,6 % de la superficie communale est en aléa moyen ou fort (67,4 % au niveau départemental et 48,5 % au niveau national). Sur les 542 bâtiments dénombrés sur la commune en 2019, 539 sont en aléa moyen ou fort, soit 99 %, à comparer aux 81 % au niveau départemental et 54 % au niveau national. Une cartographie de l'exposition du territoire national au retrait gonflement des sols argileux est disponible sur le site du BRGM,.
Par ailleurs, afin de mieux appréhender le risque d’affaissement de terrain, l'inventaire national des cavités souterraines permet de localiser celles situées sur la commune.
Concernant les mouvements de terrains, la commune a été reconnue en état de catastrophe naturelle au titre des dommages causés par des mouvements de terrain en 1999.

## Toponymie
Une forme ancienne latinisée non datée est Sanctus Brictius prope Compiniacum (« Saint-Brice près de Cognac »).
Il s'agit de Brice de Tours (Brictius en latin), évêque de Tours du Ve siècle, successeur de saint Martin,.
Pendant la Révolution, la commune s'est appelée provisoirement Brice-Charente.

## Histoire
Le site de Garde-Épée a été occupé depuis l'antiquité. La présence d'un site romain a été signalée avec, peut-être, des thermes. Des tessons ont été trouvés près de la Charente à l'est du port de Lachaud, et sur le site de l'abbaye de Châtre.
Au cours du Moyen Âge, Saint-Brice et l'abbaye de Châtre se trouvaient sur un itinéraire secondaire est-ouest fréquenté par les pèlerins qui allaient au sanctuaire de Saint-Jacques-de-Compostelle et aux reliques de saint Eutrope à Saintes. Le chemin des Anglais, sur la rive droite de la Charente à partir d'Angoulême, traversait la Charente au « port du Chassier » (port de l'Échassier).
Le château de Saint-Brice est une construction du XVIe siècle, élevée sur terrasse, d'où la vue plonge sur la vallée de la Charente. Ce château était le siège d'une seigneurie dont le plus ancien possesseur connu est Messire Jehan de Lousme, qui vivait dans la seconde moitié du XIVe siècle ; on le connaît pour avoir rendu hommage au prince de Galles, prince d'Aquitaine, en 1363. C'est un de ses descendants, Jean de Lousme, qui vendit, en 1496, le domaine de Châtenay à Louise de Savoie.
La seigneurie de Saint-Brice passa ensuite aux mains de la famille Poussard, de Fors, en Poitou. Un membre de cette famille, Jean Poussard, épousa Catherine Gasteuil, dame de Saint-Trojan. C'est très probablement à leurs fils aîné, Charles Poussard, qu'est due la construction du château actuel de Saint-Brice. Charles Poussard laissa Saint-Brice à son fils Daniel, qui eut l'honneur de recevoir Catherine de Médicis et sa cour, lors des conférences de 1586 avec le roi Henri III de Navarre.
Le mariage de Suzanne Poussard, sœur de Daniel, avec Louis d'Ocoy, seigneur de Saint-Trojan, porta la terre de Saint-Brice dans la famille d'Ocoy, dont deux membres, Jean-Casimir d'Ocoy et François d'Ocoy, fils et petit-fils de Louis d'Ocoy, se distinguèrent pendant le siège de Cognac, lors de la Fronde du Grand Condé, en 1651. François d'Ocoy se joignit ensuite à l'escadron de volontaires formé par les gentilshommes de la contrée, sous le commandement de M. de Tracy, et prit part à l'affaire de Tonnay-Charente et au combat de Saint-André-de-Cubzac.
Les seigneurs de Saint-Brice, protestants, redeviennent catholiques à la révocation de l'Édit de Nantes, en 1685.
Vers 1734 ou 1736, la terre de Saint-Brice passa, avec Saint-Trojan, entre les mains de la famille de Maulevrier. À l'époque de la Révolution, Saint-Brice était possédée par messire Jean-Baptiste des Nanots, écuyer, conseiller au parlement de Bordeaux, qui avait épousé Anne-Rosalie de Maulevrier.
Le 7 mars 1787, les représentants de Saint-Brice à l'assemblée préliminaire des États généraux qui se tient à la salle capitulaire des Récollets de Cognac sont Henry de Jarnac et Jean Douteau.
Aujourd'hui, le château de Saint-Brice appartient à la famille Hennessy.

## Administration
| Période | Période  | Identité                     | Étiquette | Qualité                           |
| ------- | -------- | ---------------------------- | --------- | --------------------------------- |
| 1800    | 1830     | Michel Marie Delaunay        |           |                                   |
| 1830    | 1834     | Alexandre Bureau             |           |                                   |
| 1834    | 1848     | Michel Marie Delaunay        |           |                                   |
| 1848    | 1851     | Pierre Quantin               |           |                                   |
| 1851    | 1871     | Jean dit "Auguste" Sabouraud |           |                                   |
| 1871    | 1883     | Jean Sabouraud               |           |                                   |
| 1883    | 1888     | Pierre Alphonse Luantin      |           |                                   |
| 1888    | 1892     | Auguste Métayer              |           |                                   |
| 1892    | 1900     | Pierre Alphonse Luantin      |           |                                   |
| 1900    | 1902     | Léon Robinaud                |           |                                   |
| 1902    | 1906     | Jules Sabouraud              |           |                                   |
| 1906    | 1912     | Charles Sabouraud            |           |                                   |
| 1989    | 2014     | André Pelletant              | SE        | Clerc de notaire                  |
| 2014    | 2020     | Jean-Claude Tessendier       |           | Ancien adjoint au maire de Jarnac |
| 2020    | En cours | Patrice Vincent              |           |                                   |

### Fiscalité
La fiscalité est d'un taux de 15,80 % sur le bâti, 39,56 % sur le non bâti, et 7,78 % pour la taxe d'habitation (chiffres 2007).
La communauté de communes de Cognac prélève 12,14 % de taxe professionnelle.

## Démographie

### Évolution démographique
L'évolution du nombre d'habitants est connue à travers les recensements de la population effectués dans la commune depuis 1793. Pour les communes de moins de 10 000 habitants, une enquête de recensement portant sur toute la population est réalisée tous les cinq ans, les populations de référence des années intermédiaires étant quant à elles estimées par interpolation ou extrapolation. Pour la commune, le premier recensement exhaustif entrant dans le cadre du nouveau dispositif a été réalisé en 2006.

En 2022, la commune comptait 969 habitants, en évolution de +0,31 % par rapport à 2016 (Charente : −0,48 %, France hors Mayotte : +2,11 %).
| 1793 | 1800 | 1806 | 1821 | 1831 | 1841 | 1846 | 1851 | 1856 |
| ---- | ---- | ---- | ---- | ---- | ---- | ---- | ---- | ---- |
| 591  | 523  | 540  | 608  | 608  | 661  | 669  | 670  | 714  |

| 1861 | 1866 | 1872 | 1876 | 1881 | 1886 | 1891 | 1896 | 1901 |
| ---- | ---- | ---- | ---- | ---- | ---- | ---- | ---- | ---- |
| 687  | 677  | 677  | 690  | 676  | 627  | 597  | 625  | 582  |

| 1906 | 1911 | 1921 | 1926 | 1931 | 1936 | 1946 | 1954 | 1962 |
| ---- | ---- | ---- | ---- | ---- | ---- | ---- | ---- | ---- |
| 619  | 657  | 553  | 547  | 535  | 531  | 525  | 636  | 775  |

| 1968 | 1975 | 1982 | 1990  | 1999 | 2006  | 2011 | 2016 | 2021 |
| ---- | ---- | ---- | ----- | ---- | ----- | ---- | ---- | ---- |
| 778  | 950  | 963  | 1 002 | 969  | 1 061 | 997  | 966  | 967  |

| 2022 | - | - | - | - | - | - | - | - |
| ---- | - | - | - | - | - | - | - | - |
| 969  | - | - | - | - | - | - | - | - |

En 2008, Saint-Brice comptait 1 095 habitants  (soit une augmentation de 13 % par rapport à 1999). La commune occupait le 8 753e rang au niveau national, alors qu'elle était au 8 874e en 1999, et le 59e au niveau départemental sur 404 communes.
Au début du XXIe siècle, les modalités de recensement ont été modifiées par loi du 27 février 2002, dite loi de démocratie de proximité, afin de permettre, après une période transitoire courant de 2004 à 2008, la publication annuelle de la population légale des différentes circonscriptions administratives françaises.
Pour les communes dont la population est inférieure à 10 000 habitants, les enquêtes sont exhaustives et ont lieu chaque année par roulement au cours d'une période de cinq ans. Pour Saint-Brice, le premier recensement a été fait en 2006, les suivants étant en 2011, 2016, etc. La première population légale postérieure à celle de 1999 et s’inscrivant dans ce nouveau dispositif est entrée en vigueur au 1er janvier 2009 et correspond au recensement de l’année 2006, qui, pour Saint-Brice, est un recensement exhaustif.
Le maximum de la population a été atteint en 2008 avec 1 095 habitants.

### Pyramide des âges
La population de la commune est relativement âgée.
En 2018, le taux de personnes d'un âge inférieur à 30 ans s'élève à 22,9 %, soit en dessous de la moyenne départementale (30,2 %). À l'inverse, le taux de personnes d'âge supérieur à 60 ans est de 37,2 % la même année, alors qu'il est de 32,3 % au niveau départemental.
En 2018, la commune comptait 480 hommes pour 486 femmes, soit un taux de 50,31 % de femmes, légèrement inférieur au taux départemental (51,59 %).
Les pyramides des âges de la commune et du département s'établissent comme suit.
| Hommes | Classe d’âge | Femmes |
| ------ | ------------ | ------ |
| 0,9    | 90 ou +      | 1,5    |
| 9,3    | 75-89 ans    | 11,0   |
| 23,2   | 60-74 ans    | 28,3   |
| 26,2   | 45-59 ans    | 28,9   |
| 12,7   | 30-44 ans    | 12,1   |
| 12,1   | 15-29 ans    | 8,6    |
| 15,6   | 0-14 ans     | 9,6    |

| Hommes | Classe d’âge | Femmes |
| ------ | ------------ | ------ |
| 1      | 90 ou +      | 2,7    |
| 9,2    | 75-89 ans    | 12     |
| 20,6   | 60-74 ans    | 21,3   |
| 20,7   | 45-59 ans    | 20,3   |
| 16,8   | 30-44 ans    | 16     |
| 15,6   | 15-29 ans    | 13,4   |
| 16,1   | 0-14 ans     | 14,3   |

## Économie
Saint-Brice est une commune viticole d'appellation cognac située pour sa partie rive gauche de la Charente en région délimitée Grande Champagne et pour sa partie rive droite en région délimitée Fins Bois.
Par ailleurs c'est plutôt une commune résidentielle sans commerces ni artisans où ne sont présents qu'un architecte et un architecte paysagiste.
Le tourisme tient à la présence du Golf du cognac et au restaurant du golf.

## Équipements, services et vie locale

### Enseignement
L'école est un RPI entre Julienne et Saint-Brice. Julienne accueille l'école élémentaire et Saint-Brice l'école primaire, avec une classe de maternelle et deux classes d'élémentaire. Le secteur du collège est Cognac (Félix-Gaillard).

### Sports et activités
Le Cognac Tennis Club ainsi que le golf du Cognac sont à Saint-Brice.
Saint-Brice animation Loisirs a une section football.

### Autres équipements
Services de santé et tous autres services sont à Cognac

## Lieux et monuments

### Patrimoine religieux

#### Abbaye de Châtre

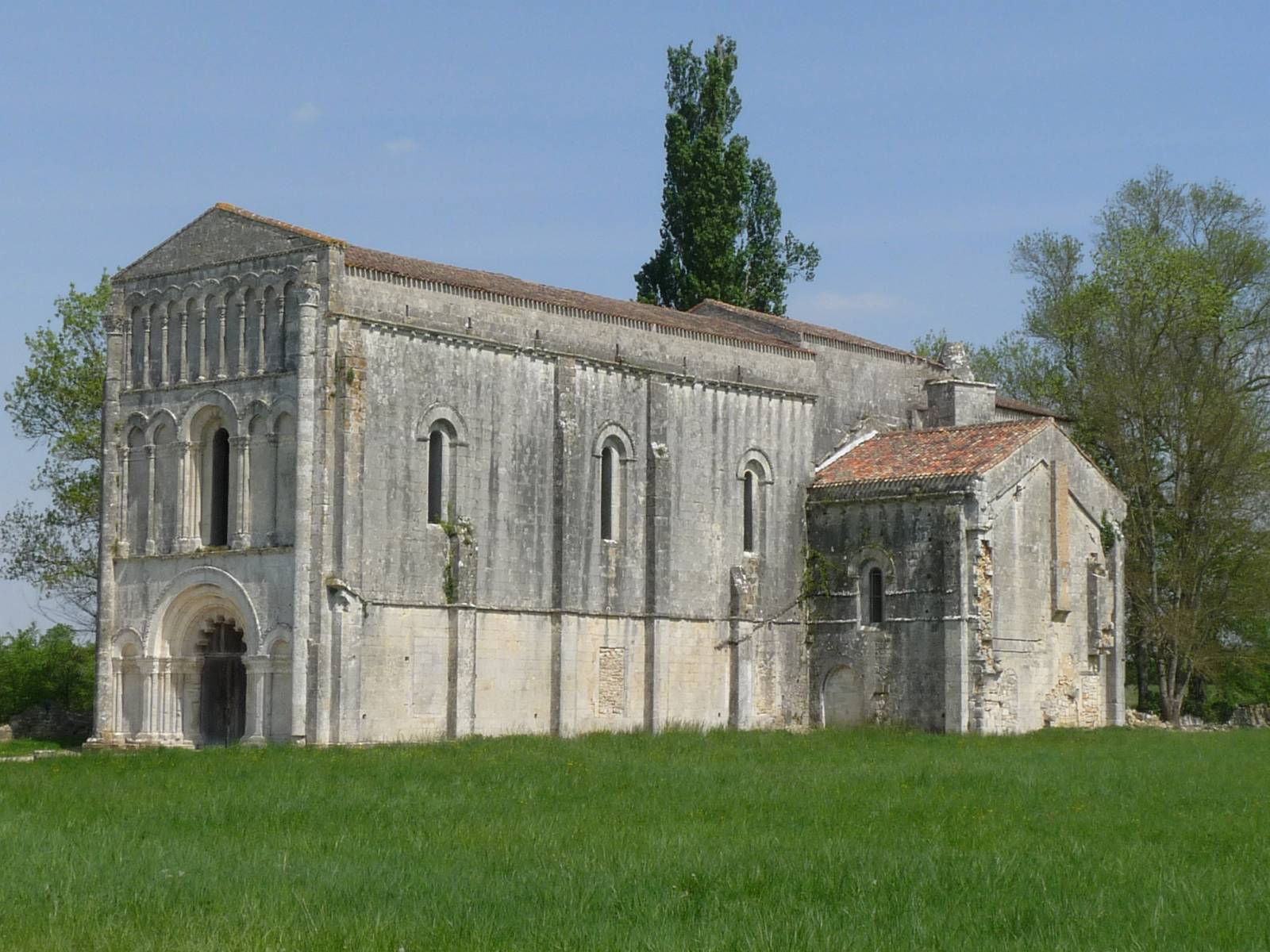
L'abbaye de Châtre.

L'abbaye Notre-Dame-de-l'Assomption de Châtre, ancienne abbaye d'Augustins fondée par un seigneur de Bourg-Charente au XIe siècle, avec ajout de l'église Notre-Dame de l'Assomption de Châtre au XIIe siècle : église et petit bâtiment conventuel désaffectés. Édifice roman avec trois coupoles sur pendentifs sur la nef, une coupole sur pendentif sur la croisée, et chœur refait au XIVe siècle. Elle a été  ruinée pendant les guerres de Religion au XVIe siècle. L’élément le plus remarquable est sa façade ouest, à arcatures, ajourée par un arc polylobé, au portail avec des motifs sculptés ornant frises, arc et arcatures.
Elle est classée monument historique depuis 1948.

#### Église Saint-Brice

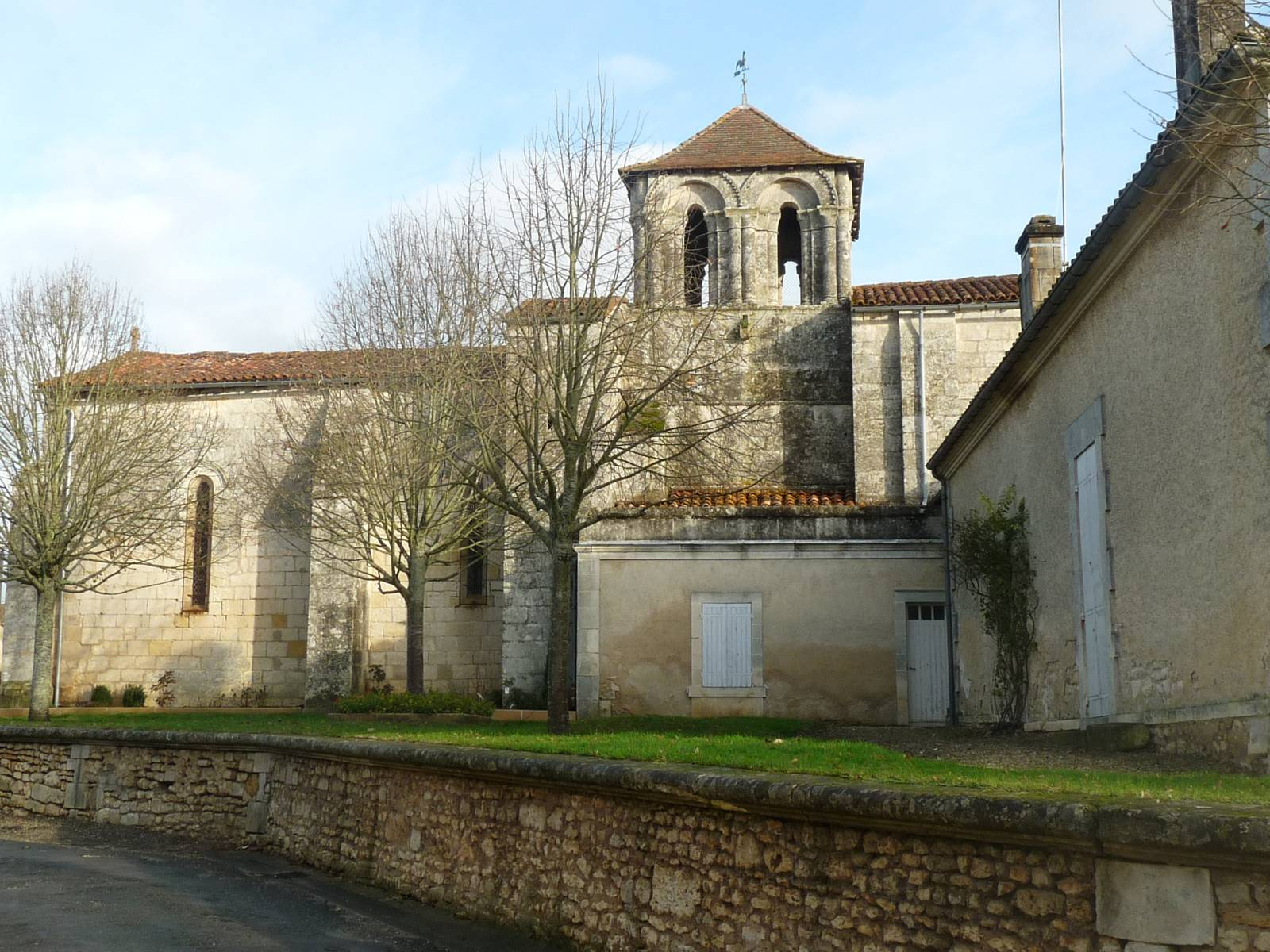
L'église Saint-Brice.

L'église paroissiale Saint-Brice du XIIe siècle dont l'abside a été remplacée par un chœur au XIIIe siècle et dont la nef a été remaniée au XVe siècle. Prieuré-cure de chanoines réguliers de saint Augustin, elle dépendait de l'abbaye de Châtre.
Elle est inscrite monument historique depuis 1964.

### Patrimoine civil

#### Dolmen de Garde-Épée
Le dolmen de Garde-Épée, à Garde-Épée date du Néolithique. Il est édifié sur une butte de grès gris, et il est lui-même dans cette pierre.

Dolmen de Garde-Épée
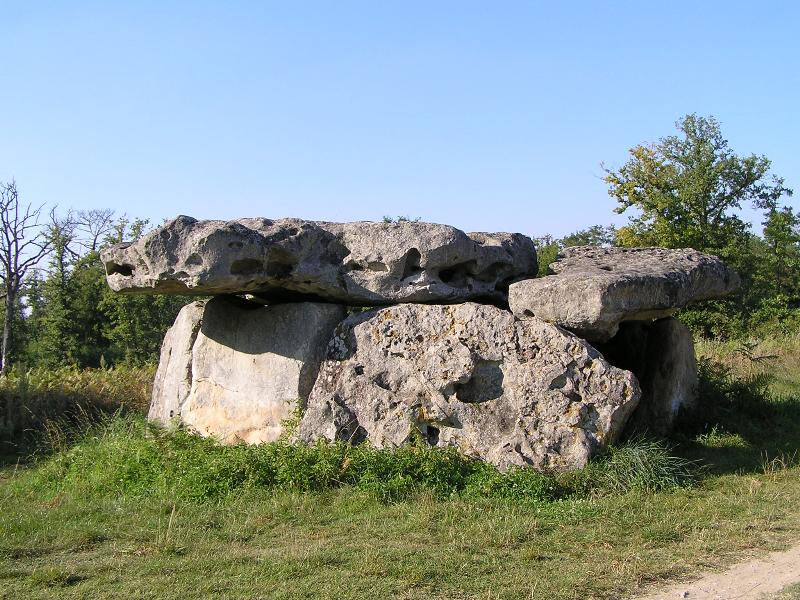
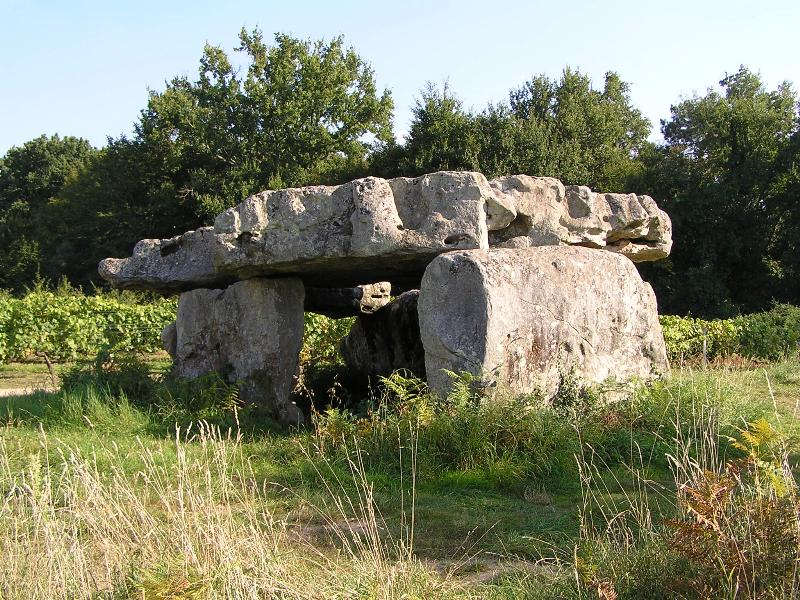
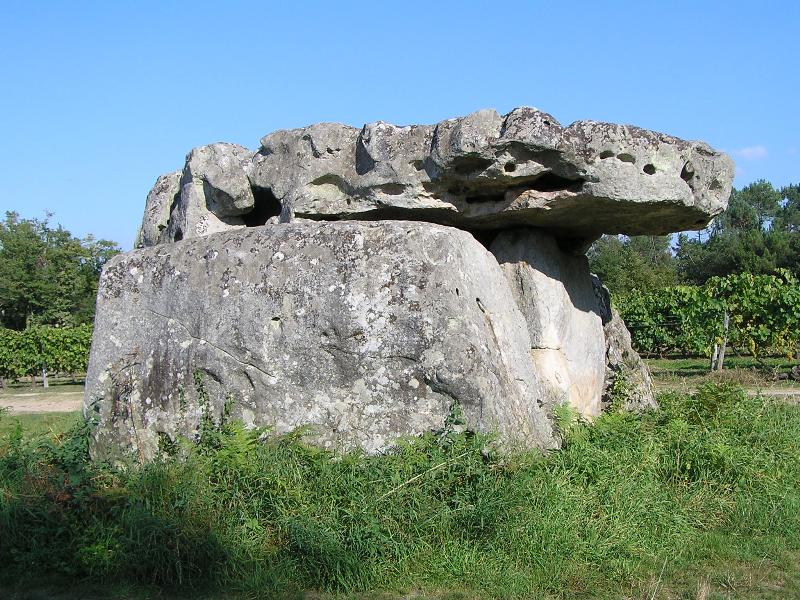
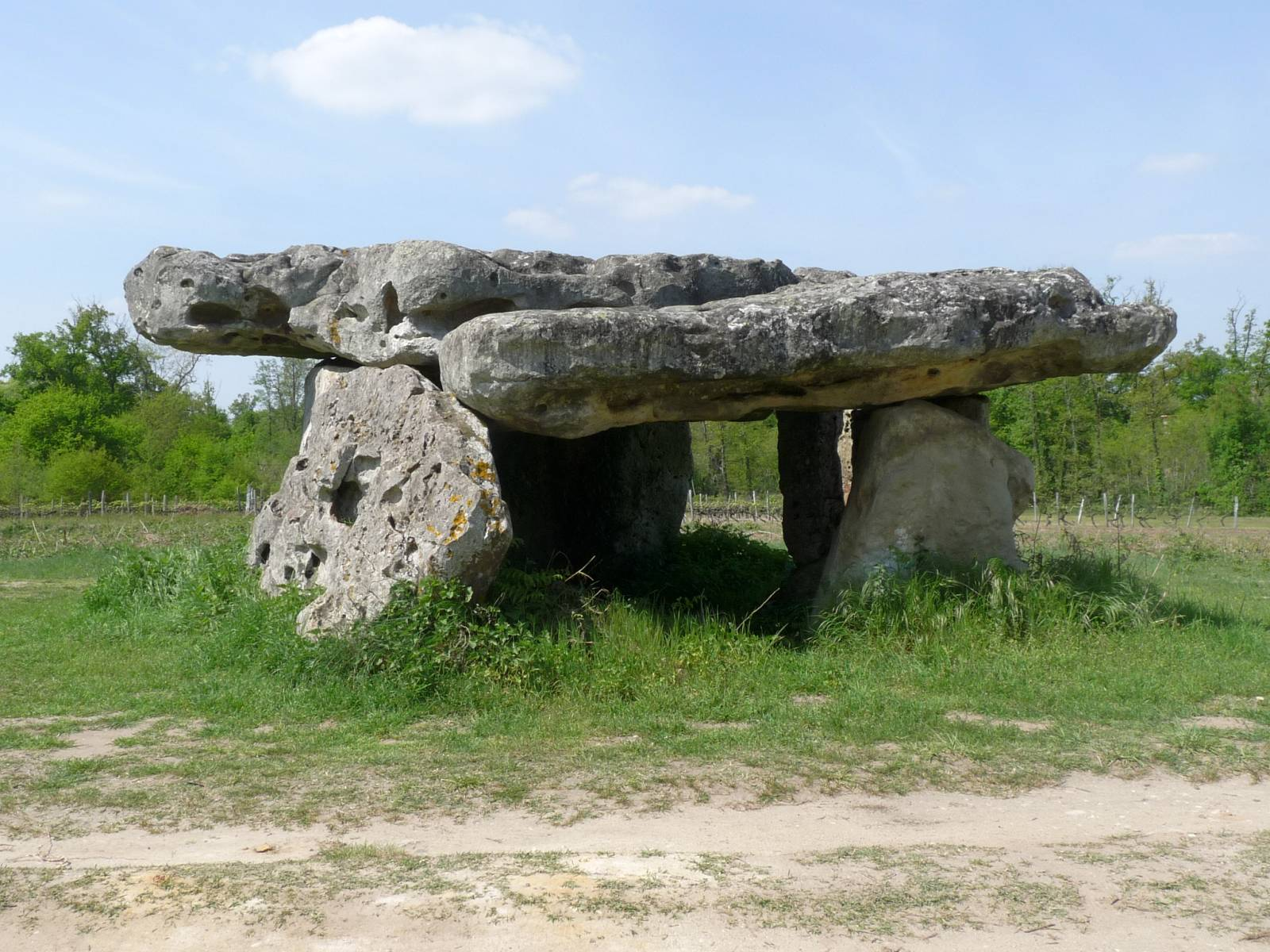

Il est classé monument historique depuis 1926,.

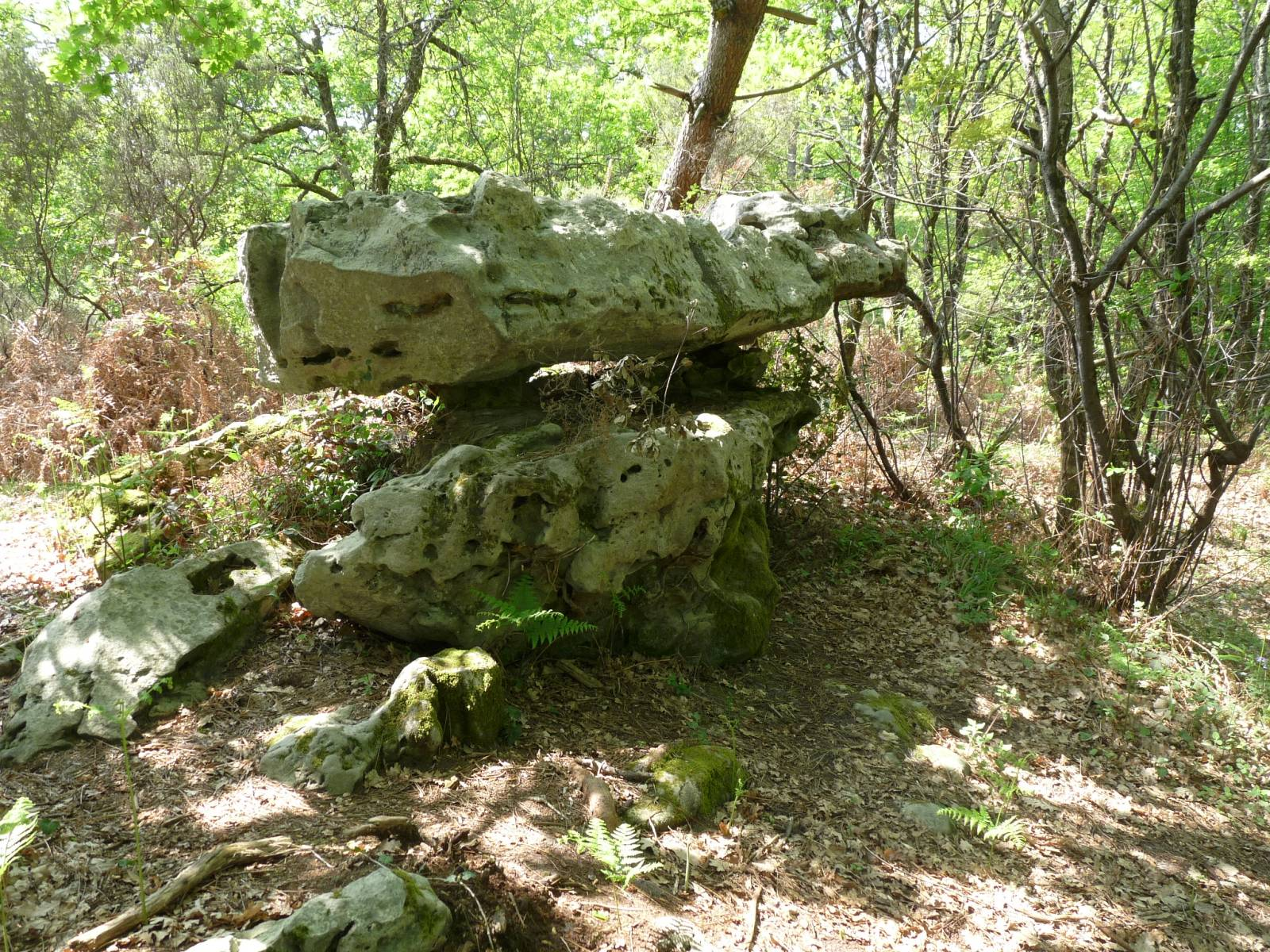
Rocher de la Vache.

Le Rocher de la Vache est situé à 200 m à l'est du dolmen sur un tumulus boisé. Le site est classé depuis 1934.

#### Château de Garde-Épée
Le Château de Garde-Épée, un logis construit de 1553 à 1562 avec ouvrage d'entrée et pigeonnier remarquables.

Château de Garde-Épée
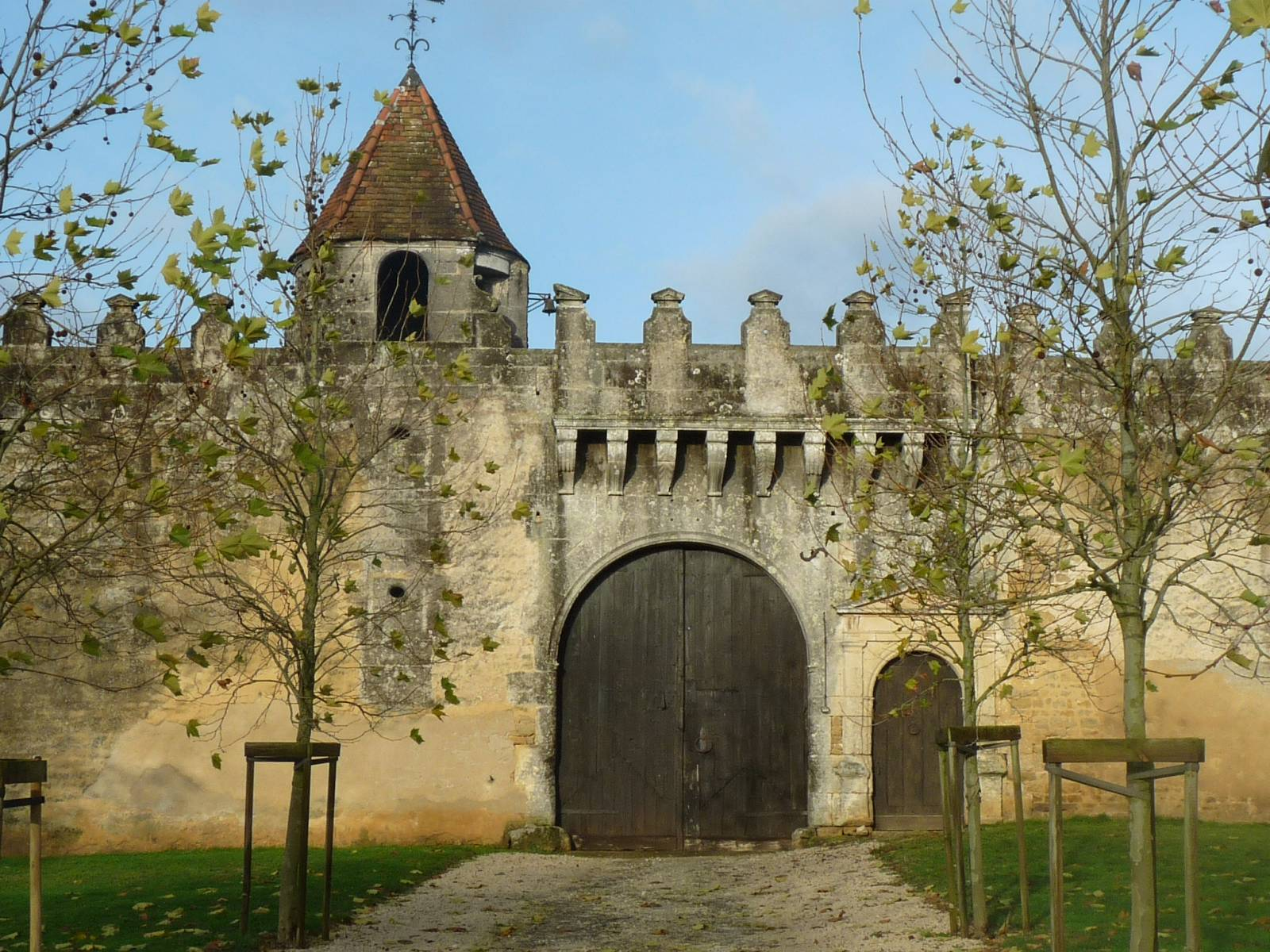
L'entrée.
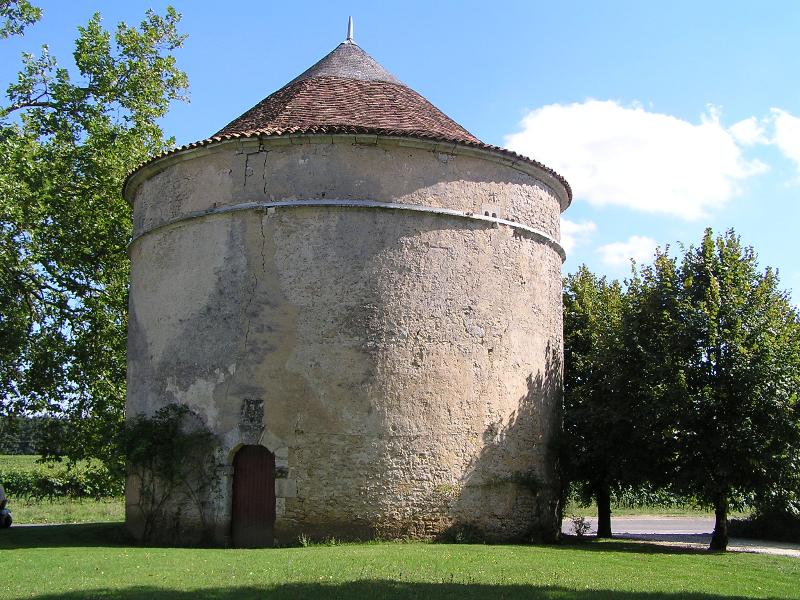
Fuie.
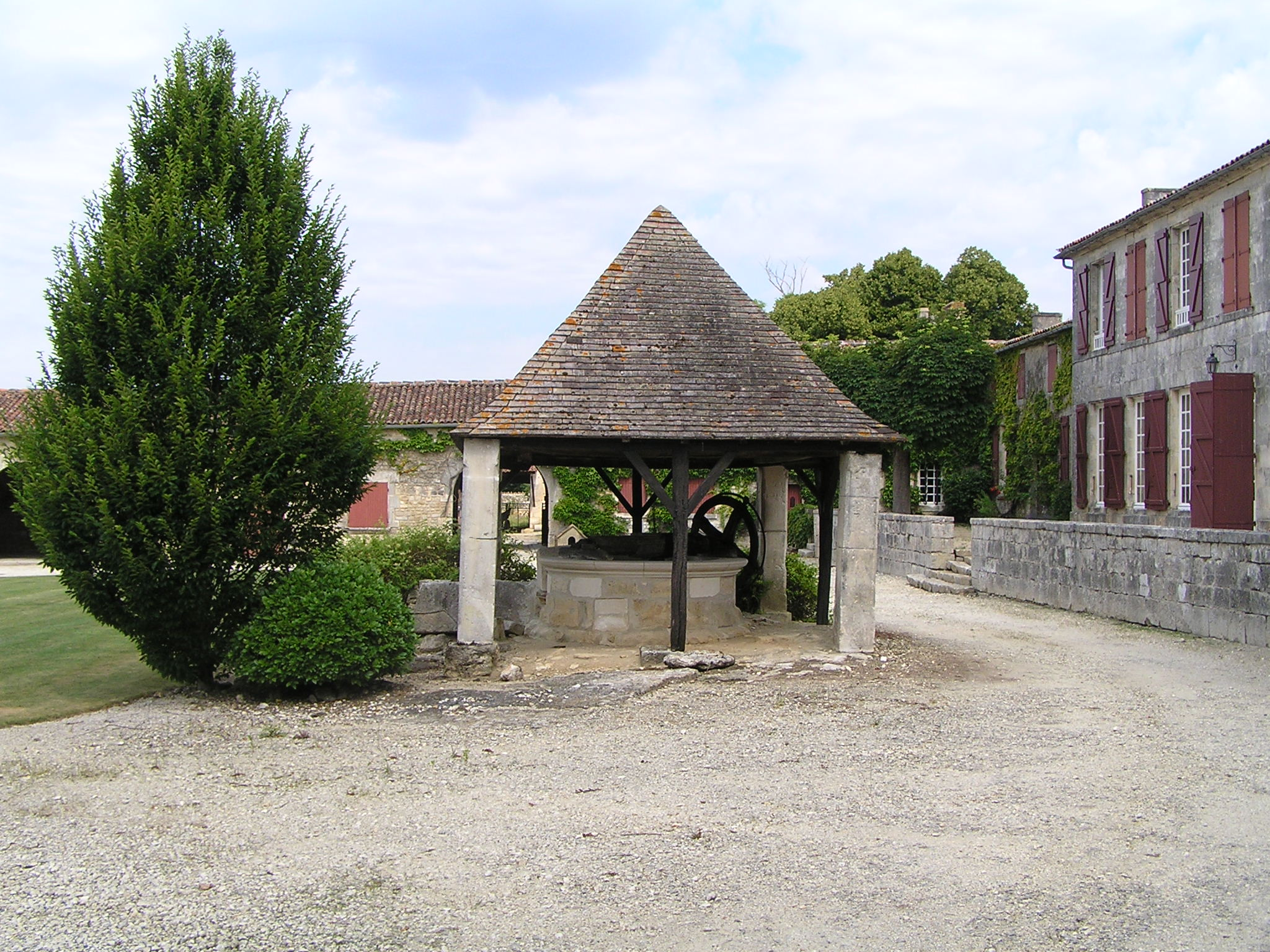
Puits.

#### Château de Saint-Brice
Le château de Saint-Brice dont la tour date du XIIIe siècle et le logis du XVIe siècle plusieurs fois remanié. Son parc en pente vers la Charente et son labyrinthe de buis taillé sont classés jardin historique.

Vues de Saint-Brice
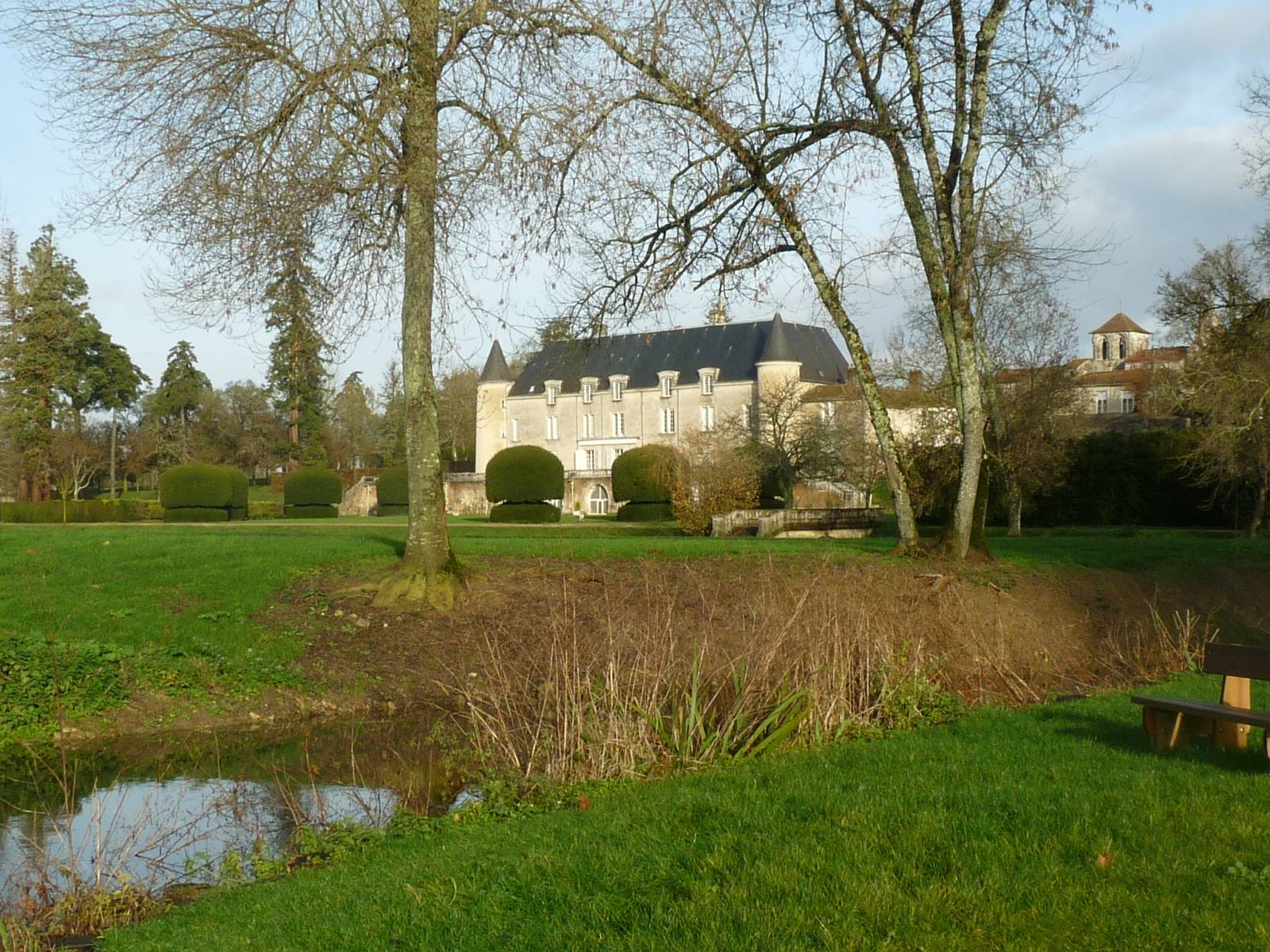
Le château et son parc.
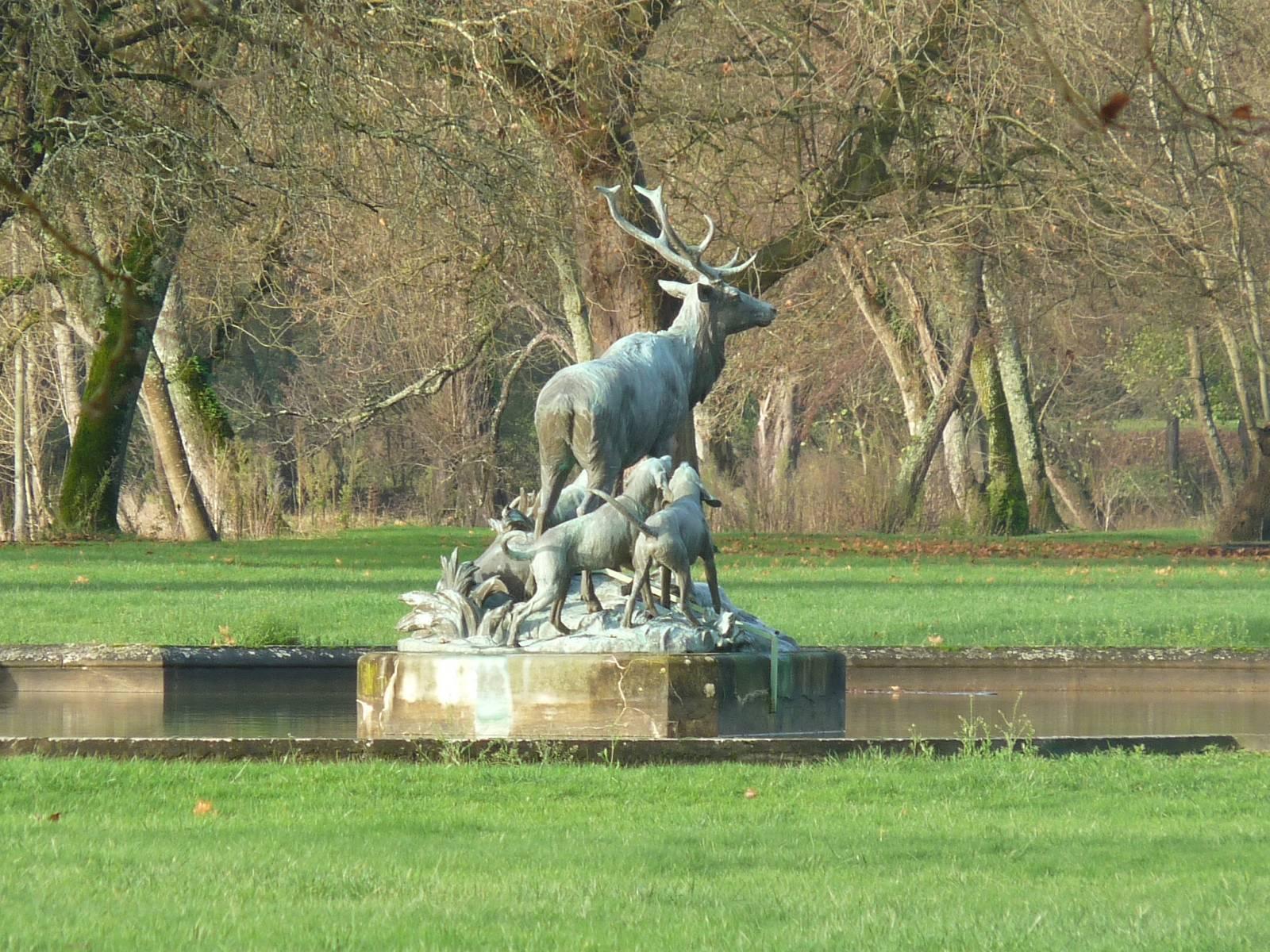
Le monument de chasse dans le parc.
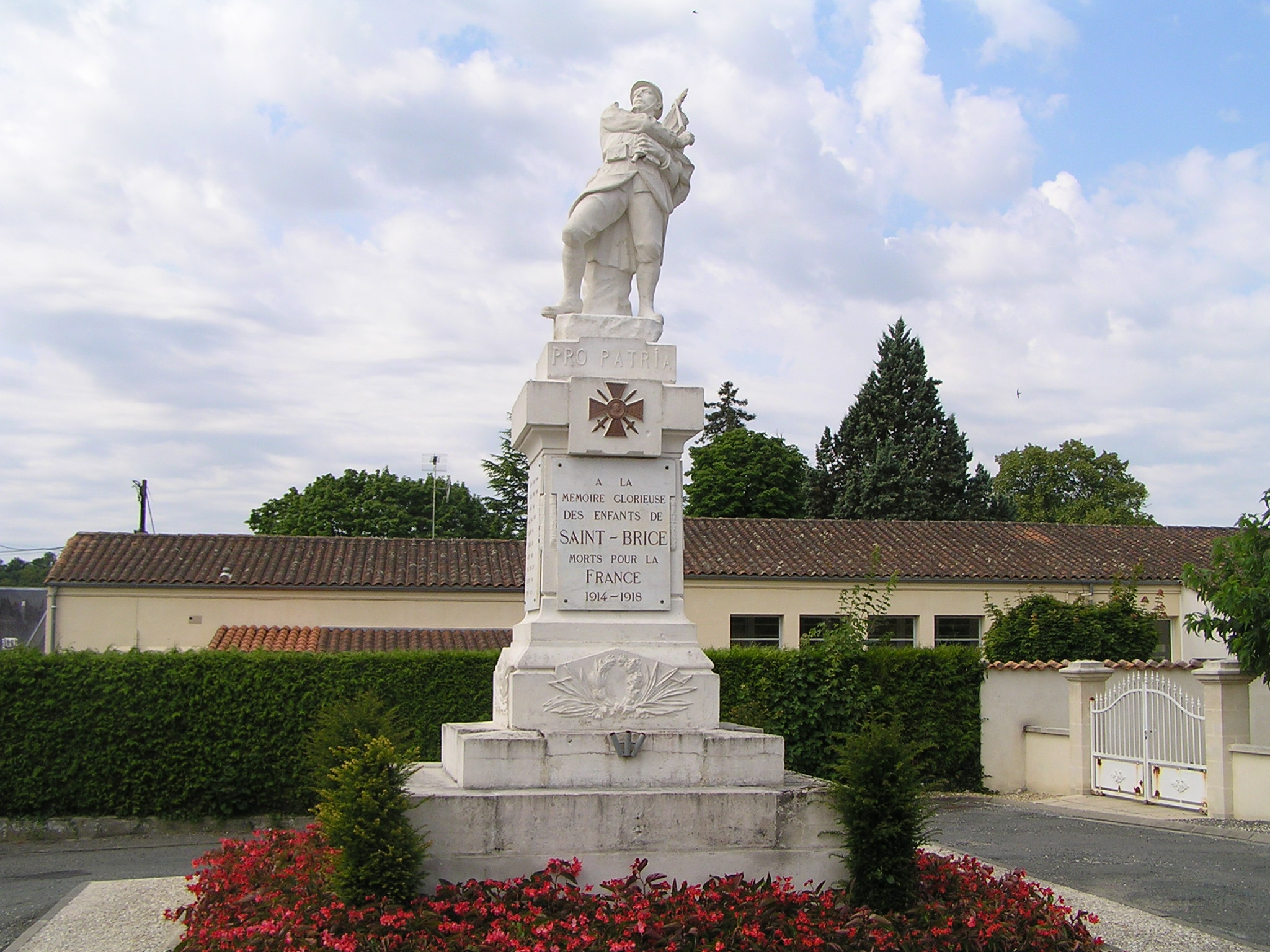
Monument aux morts.
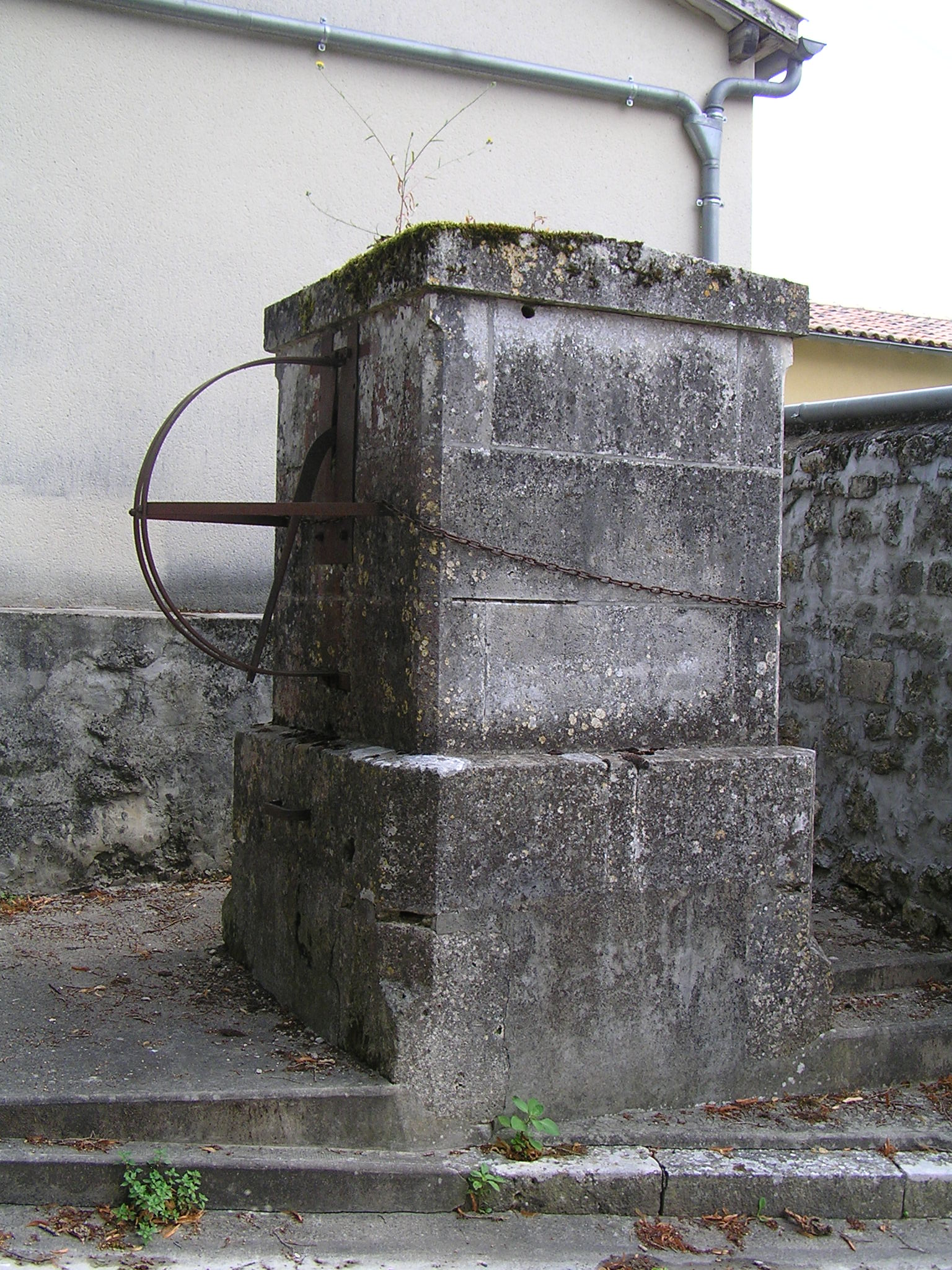
Puits.

Saint-Brice compte aussi tout un ensemble de patrimoine bâti : manoirs, logis, maisons.

### Patrimoine environnemental
Les bords de la Charente et ceux de la Soloire situés en zone Natura 2000 sont remarquables par leurs paysages, leur flore et leur faune.

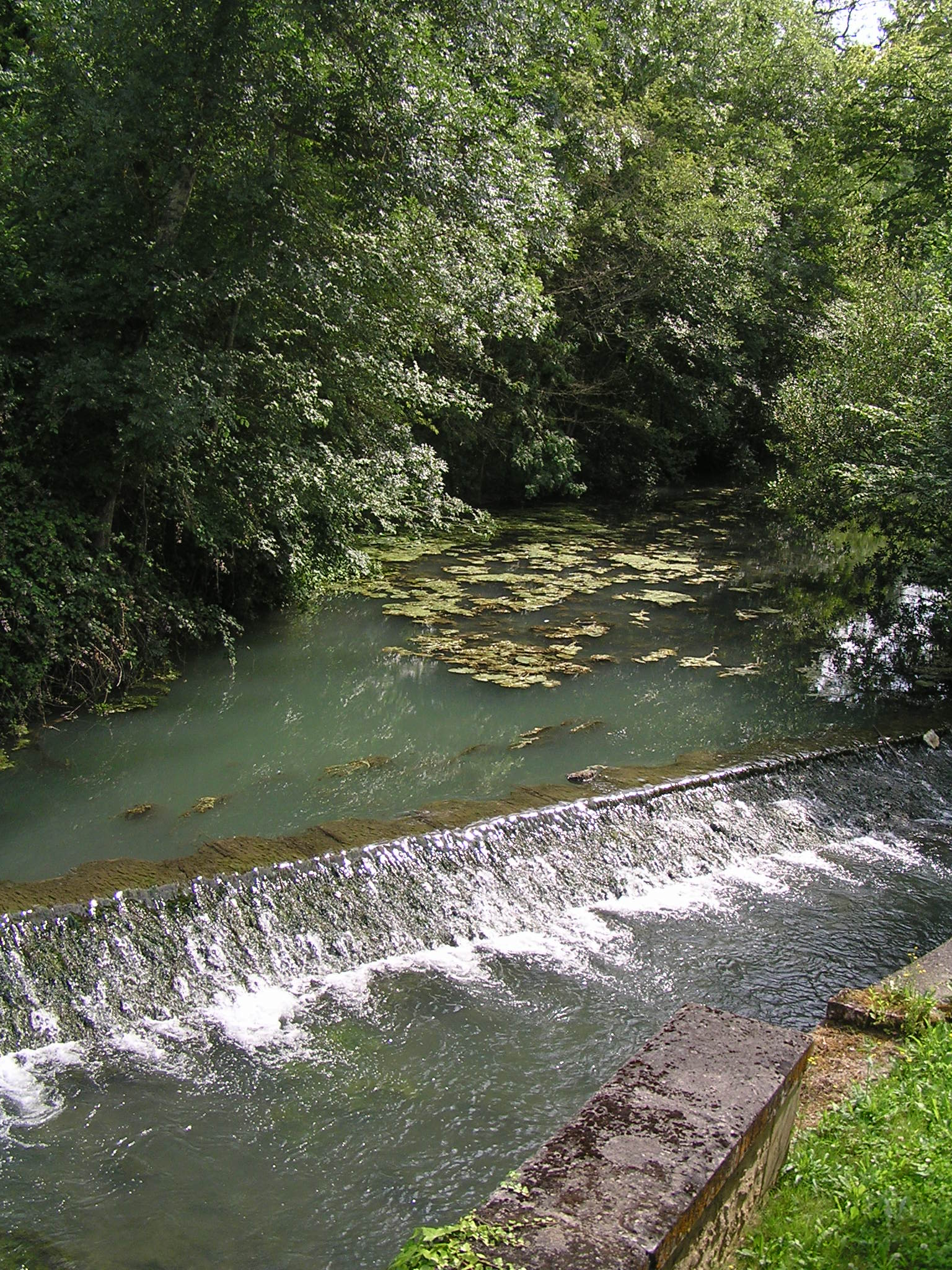
La Soloire.
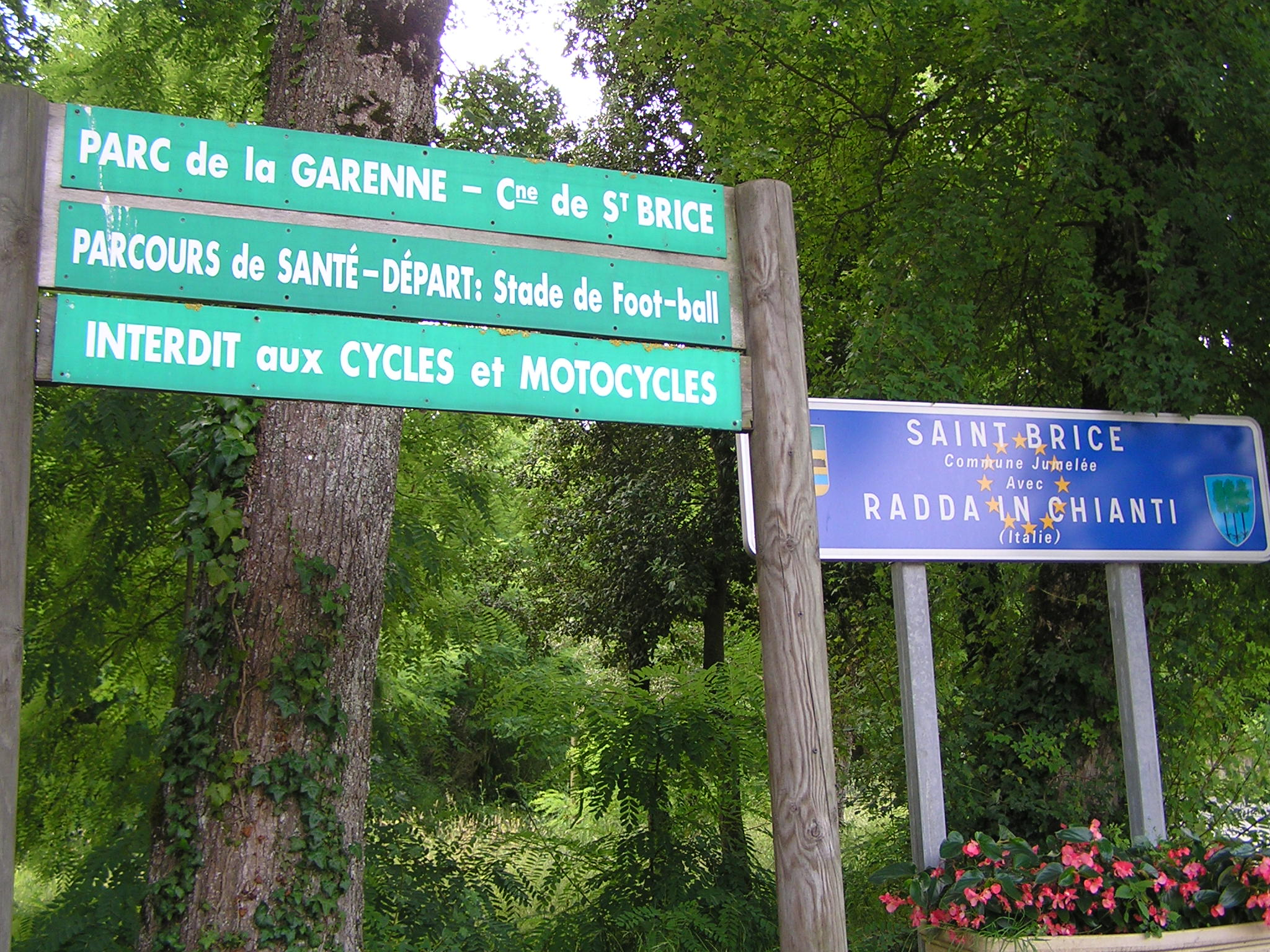
Parc de la Garenne.
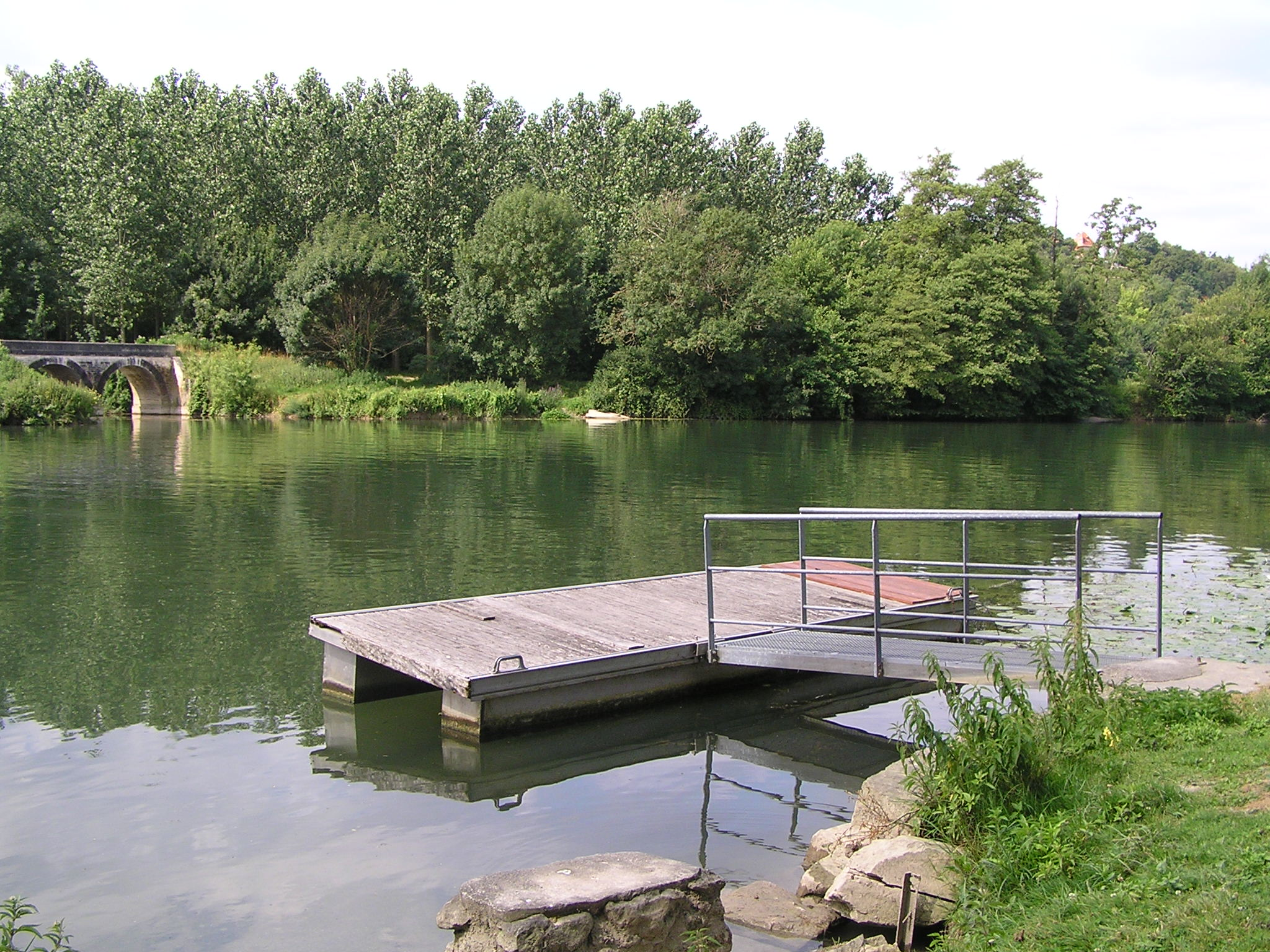
Halte fluviale sur la Charente.
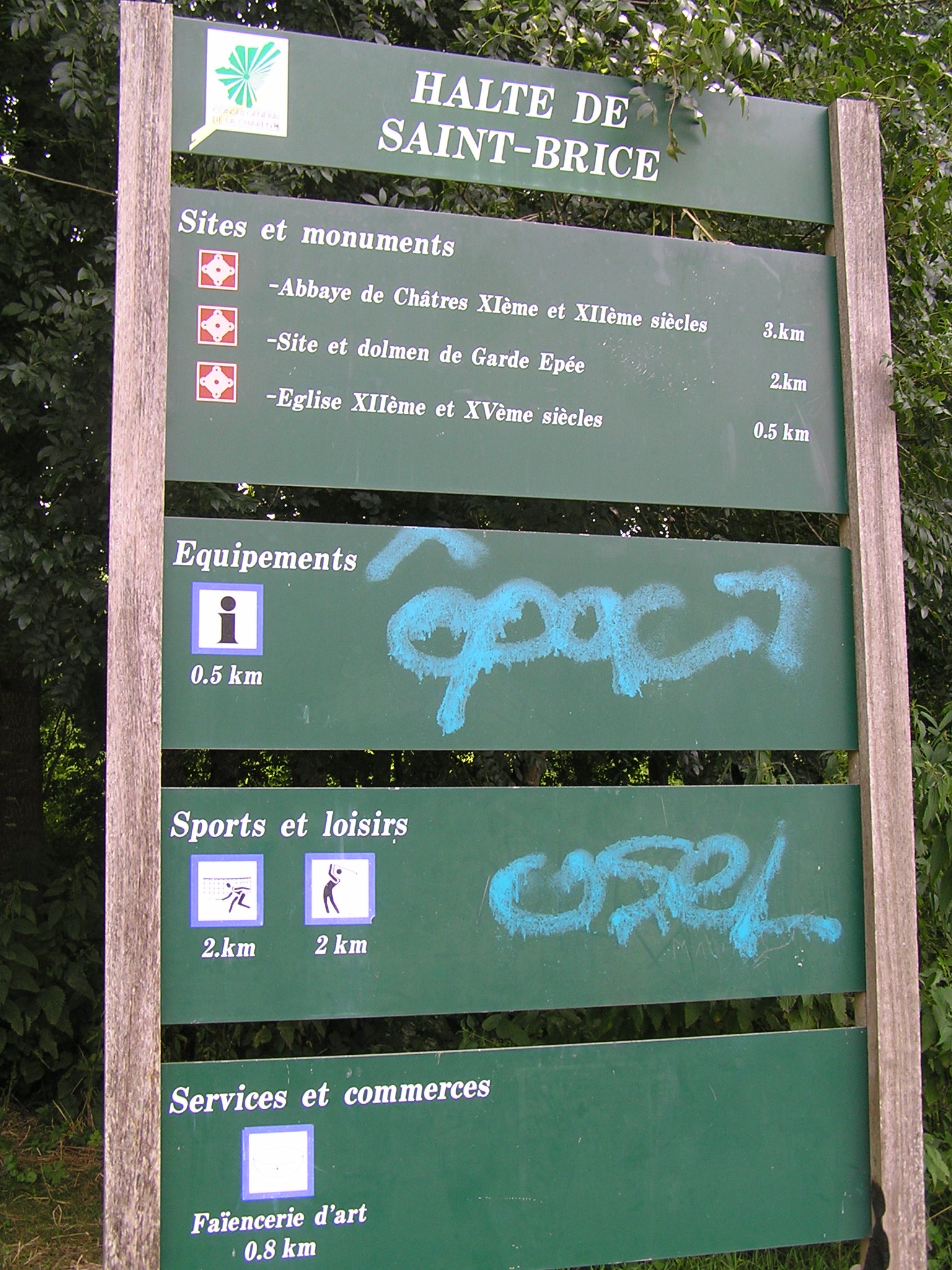
Panneau de la halte fluviale.

Un parcours de santé a été balisé ainsi qu'un sentier de randonnée.
Le GR 4 qui va de Royan à Grasse traverse la commune.

## Personnalités liées à la commune
- Jacques Delamain (1874-1953), ornithologue et écrivain. A vécu à Saint-Brice et y est mort.
- Christophe Jallet (1983-), footballeur professionnel international, est originaire de Saint-Brice.

## Héraldique
| Blason | Blasonnement : Échiqueté de deux tires de trois points de sinople et d’or, les points d’or chargés, celui de la première tire d’un dolmen, ceux de la seconde tire à dextre d’une façade d’église et à senestre d’un château, le tout de sable, l’échiqueté soutenu d’une divise d’azur, à la champagne aussi d’or chargée d’une grappe de raisin aussi de sable. |

## Jumelages
- Radda in Chianti, en Toscane (Italie) depuis le 19 avril 1997[53].